# Solaris Alpino
Solaris Alpino (też: Solaris Alpino 8,6 lub Solaris Urbino 8,6) – model niskopodłogowego autobusu miejskiego klasy midi produkowany w latach 2006–2018 przez polskie przedsiębiorstwo Solaris Bus & Coach S.A. w Bolechowie-Osiedlu koło Poznania. Model ten był najkrótszym z rodziny Solaris Urbino i został skonstruowany z myślą o operowaniu na liniach o niewielkich potokach pasażerskich przebiegających przez wąskie, górskie drogi lub wąskie ulice osiedlowe lub centrów miast. Od początku był oferowany jako III generacja autobusów z rodziny Urbino, a jego produkcję zakończono wraz z wycofaniem autobusów tej generacji z oferty producenta. Na jego bazie powstały modele niskowejściowe Urbino 8,9 LE oraz Urbino 8,9 LE electric.

## Historia

### Geneza

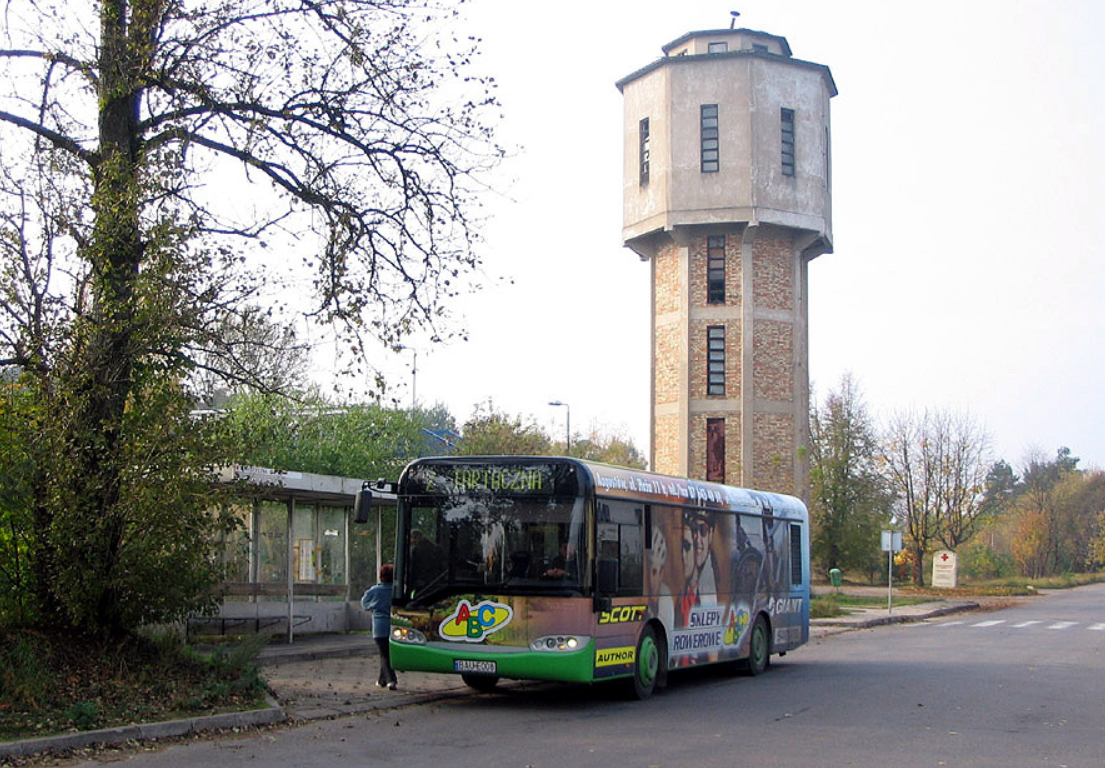
Solaris Urbino 9 – poprzednik modelu Alpino

W 1994 r. Krzysztof Olszewski założył spółkę Neoplan Polska, która stała się polskim przedstawicielem niemieckiego producenta autobusów Neoplan. W ofercie przedsiębiorstwa znajdowały się głównie modele niskopodłogowych (co było dużą nowością jak na ówczesny rynek autobusów miejskich w Polsce) autobusów miejskich z rodziny Neoplan Metroliner, m.in. N4009, N4016, N4020 i N4021. W 1994 r. Neoplan Polska wygrał przetarg na dostawę 72 autobusów dla MPK Poznań, w związku z czym została podjęta decyzja o budowie w podpoznańskim Bolechowie-Osiedlu fabryki autobusów, którą otwarto w 1996 r. W 1999 r. przedsiębiorstwo rozpoczęło niezależnie produkować autobusy pod marką Solaris. W oparciu o doświadczenie z budowy poprzednich konstrukcji zaprezentowano pierwszy, prototypowy autobus Solaris Urbino 12. Jeszcze w tym samym roku rodzinę autobusów miejskich rozszerzono o model 15-metrowy oraz 18-metrowy, a w 2000 r. pierwszy autobus klasy midi – produkowany do 2002 r. Solaris Urbino 9. Szybko przedsiębiorstwo Solaris przejęło znaczną część udziału w rynku autobusów miejskich w Polsce. Od 2002 r. produkowano II generację autobusów miejskich z rodziny Urbino, jednocześnie zastępując model Urbino 9 przez Urbino 10. W 2005 r. do produkcji weszły modele Urbino III generacji. 

### Solaris Alpino

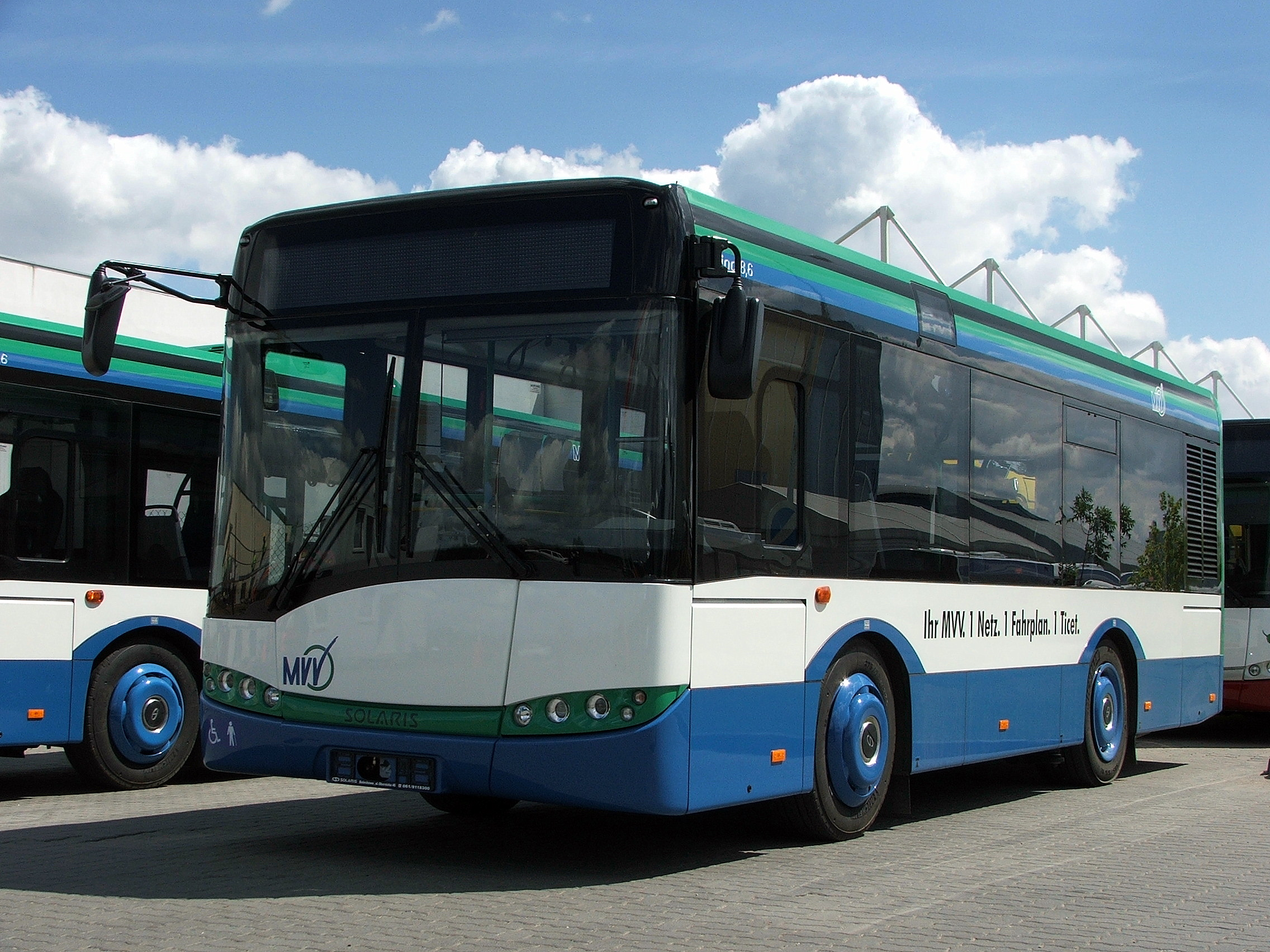
Solaris Alpino 8,6 (rok prod. 2007)

W 2006 r. przedsiębiorstwo Solaris rozszerzyło swoją ofertę autobusów klasy midi o mniejszy w stosunku do Urbino 10 model o długości 8,6 m nazwany Solaris Alpino. Jego oficjalna premiera miała miejsce podczas targów Transexpo w Kielcach w październiku 2006 r. Autobus konstrukcyjnie został oparty na III generacji autobusów miejskich z rodziny Solaris Urbino i taki też otrzymał design zewnętrzny, jak i wewnętrzny. Wykorzystano jednostkę napędową Cummins o pojemności 6,7 l i mocy 250 KM. Główną różnicą konstrukcyjną jest węższe nadwozie autobusu, które mierzy 2400 mm, a nie jak w przypadku pozostałych modeli 2550 mm. W połączeniu z niewielkim rozstawem osi i dużym kątem maksymalnego skrętu osi przedniej pozwoliło to na uzyskanie dużej zwrotności pojazdu – zewnętrzna średnica zawracania wynosi 15,8 m, o około 2,2 m mniej niż w przypadku Urbino 10. Z kolei mały zwis przedni i tylny pozwolił na zwiększenie kątów natarcia i zejścia do 8° zamiast 7°, jak w przypadku pozostałych modeli Urbino.
Solaris Alpino został zaprojektowany głównie z myślą o rynkach krajów alpejskich i obsłudze tras prowadzących przez wąskie, górskie drogi. Z myślą o sprawnym pokonywaniu stromych wzniesień, pojazd wyposażono w stosunkowo mocną jednostkę napędową, jak na autobus o takiej masie własnej (8600–10 300 kg). Ponadto konstrukcja zaczęła być powszechnie wykorzystywana przez przewoźników operujących na trasach w ścisłych centrach miast lub przebiegających przez wąskie drogi osiedlowe. Z racji swoich niewielkich rozmiarów, Solaris Alpino jest przeznaczony do obsługi linii o niewielkich potokach pasażerskich. 
Na bazie Solarisa Alpino powstał niskowejściowy model Alpino 8,9 LE (później przemianowany na Urbino 8,9 LE) o długości 8,9 m i silniku w układzie leżącym pod podłogą w tylnej części autobusu, a nie stojącej wieży silnika, jak w Alpino 8,6. W 2011 r. został na bazie Urbino 8,9 LE opracowany model Solaris Urbino 8,9 LE electric – pierwszy model autobusu miejskiego Solaris z napędem w pełni elektrycznym.
Po wprowadzeniu w 2014 r. do oferty pierwszych modeli nowej, IV generacji autobusów Solaris Urbino, kolejne modele były stopniowo zastępowane ich nowymi odsłonami lub – w przypadku niektórych z nich – wycofywane z oferty producenta. W 2018 r. wycofano z oferty oba niskopodłogowe modele midibusów Solaris – zarówno Alpino 8,6, jak i Urbino 10. Ten ostatni został zastąpiony przez nowy produkt Solaris Urbino 10,5, z kolei w miejsce Alpino pozostawiono w produkcji jedynie jego niskowejściowe odpowiedniki o napędzie konwencjonalnym i elektrycznym (Urbino 8,9 LE i Urbino 8,9 LE electric). Oba modele są nadal produkowane jako III generacja Urbino.

## Konstrukcja
|                                    |    | Solaris Alpino 8,6 | Solaris Urbino 8,9 LE |
| ---------------------------------- | -- | --- | --- |
| Długość                            | mm | 8600 | 8950 |
| Wysokość                           | mm | 2850 | 2850 |
| Szerokość                          | mm | 2400 | 2400 |
| Rozstaw osi                        | mm | 3720 | 4070 |
| Zwis przedni/tylny                 | mm | 2080/2800 | 2080/2800 |
| Kąt natarcia/zejścia               | °  | 8/8 | 8/8 |
| Średnica zawracania                | m  | ~15,8 | ~16,9 |
| Masa własna                        | kg | 8600 – 10 300 | 8130 – 10 400 |
| Dopuszczalna masa całkowita        | kg | 14 400 | 14 000 lub 14 500 |
| Silnik                             |    | 1) Cummins ISBe4 184 kW (250 KM) Euro 4 2) Cummins ISB6.7E5 250B 180,3 kW (245 KM) Euro 5 3) Cummins ISB6.7E5 285B 209 kW (284 KM) Euro 5 4) Cummins ISB6.7E6 250B 187 kW (254 KM) Euro 6 | 1) Cummins ISBe4 184 kW (250 KM) Euro 4 2) Cummins ISB6.7E5 250B 180,3 kW (245 KM) Euro 5 3) Cummins ISB6.7E5 285B 209 kW (284 KM) Euro 5 4) Cummins ISB6.7E6 250B 187 kW (254 KM) Euro 6 |
| Skrzynia biegów                    |    | 1) Voith Diwa 6 2) ZF Ecolife | 1) Voith Diwa 6 2) ZF Ecolife |
| Zbiornik paliwa                    | l  | 165 | 180 |
| Zbiornik AdBlue                    | l  | 40 | 40 |
| Oś przednia                        |    | ZF RL 75 EC | ZF RL 55 |
| Oś tylna (napędowa)                |    | ZF AV 132 (opcja: supersingle) | DANA G150 |
| Układ drzwi                        |    | 1-2-0 | 1-2-0 1-1-0 |
| Wysokość wejścia nad jezdnią       | mm | 320 | 320 |
| Liczba miejsc siedzących           |    | 9–15 + 1 | 21–29 + 1 |
| Liczba miejsc pasażerskich (maks.) |    | 46–60 + 1 | 70 + 1 |

### Układ napędowy i jezdny
Napęd autobusów Solaris Alpino opiera się na silnikach Cummins spełniających normy emisji spalin najpierw Euro 4, później zastąpione silnikami zgodnymi z normą Euro 5 i Euro 6. Silnik zblokowano z automatyczną skrzynią biegów Voith Diwa, opcjonalnie ZF Ecolife. W Solarisie Alpino zastosowano obie osie produkcji ZF, jednak autobus na tle pozostałych modeli z rodziny Urbino wyróżnia mniejszy rozmiar kół (22,5″) oraz opcjonalne zastosowanie opon supersingiel na tylnej osi napędowej w miejsce podwójnych. Nietypowym rozwiązaniem jest też opcja skrętu przednich kół nawet o 50°, co znacznie zmniejsza średnicę zawracania autobusu. W autobusie wykorzystano układ kierowniczy ZF Servocom. Autobusy wyposażono w systemy ABS, ASR i EBS, a także w hamulec ręczny, hamulec przystankowy oraz retarder skrzyni biegów. Za poziomowanie pojazdu odpowiada układ ECAS z funkcją przyklęku z prawej strony o ok. 70 mm i opcją podniesienia autobusu o ok. 60 mm.

### Nadwozie i wnętrze
Podobnie jak pozostałe modele autobusów miejskich z rodziny Urbino, konstrukcja szkieletu Solarisa Alpino została wykonana ze stali odpornej na korozję, a panele boczne ze stali nierdzewnej oraz aluminium. Stylistycznie autobus nie wyróżnia się spośród innych modeli Urbino III generacji – ma taki sam design ściany przedniej i przednich świateł z asymetryczną linią przedniej szyby poprawiającą widoczność kierowcy podczas podjazdu na przystanek, a także takie samo wzornictwo ścian bocznych czy ściany tylnej autobusu. Wejście na pokład autobusu zapewniają dwie pary drzwi – przednie jednoskrzydłowe (ze względu na krótki zwis przedni) o szerokości 860 mm oraz środkowe dwuskrzydłowe o szerokości 1350 mm. Wysokość wejścia nad jezdnią wynosi ok. 320 mm, po zastosowaniu przyklęku 250 mm. Autobus ma nieco inny układ przestrzeni pasażerskiej w stosunku do dłuższych modeli Solaris, głównie ze względu na węższe nadwozie. Pojazd może przewieźć naraz maksymalnie od 46 do 60 pasażerów, w tym od 9 do 15 na miejscach siedzących. Przy drugich drzwiach znajduje się przestrzeń dla osoby niepełnosprawnej, a w drugich drzwiach zamontowano odkładaną ręcznie platformę dla osoby niepełnosprawnej.
Wentylację wnętrza umożliwiają uchylne okna, dwa wywietrzniki dachowe sterowane elektrycznie oraz dwukierunkowe wentylatory. Opcjonalnie dostępna jest klimatyzacja miejsca kierowcy oraz przestrzeni pasażerskiej. Ogrzewanie autobusu zapewniają grzejniki konwektorowe oraz 2-stopniowe dmuchawy. Dodatkowo zastosowano układ ogrzewania Spheros Webasto, opcjonalnie dodatkowy piec na biopaliwo Eberspächer.

## Sprzedaż i eksploatacja

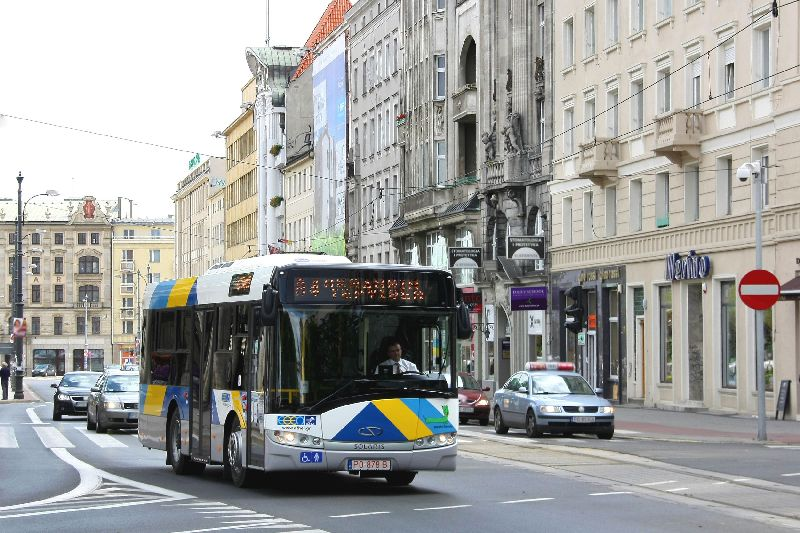
Solaris Alpino w barwach E.THE.L Ateny (rok prod. 2009)

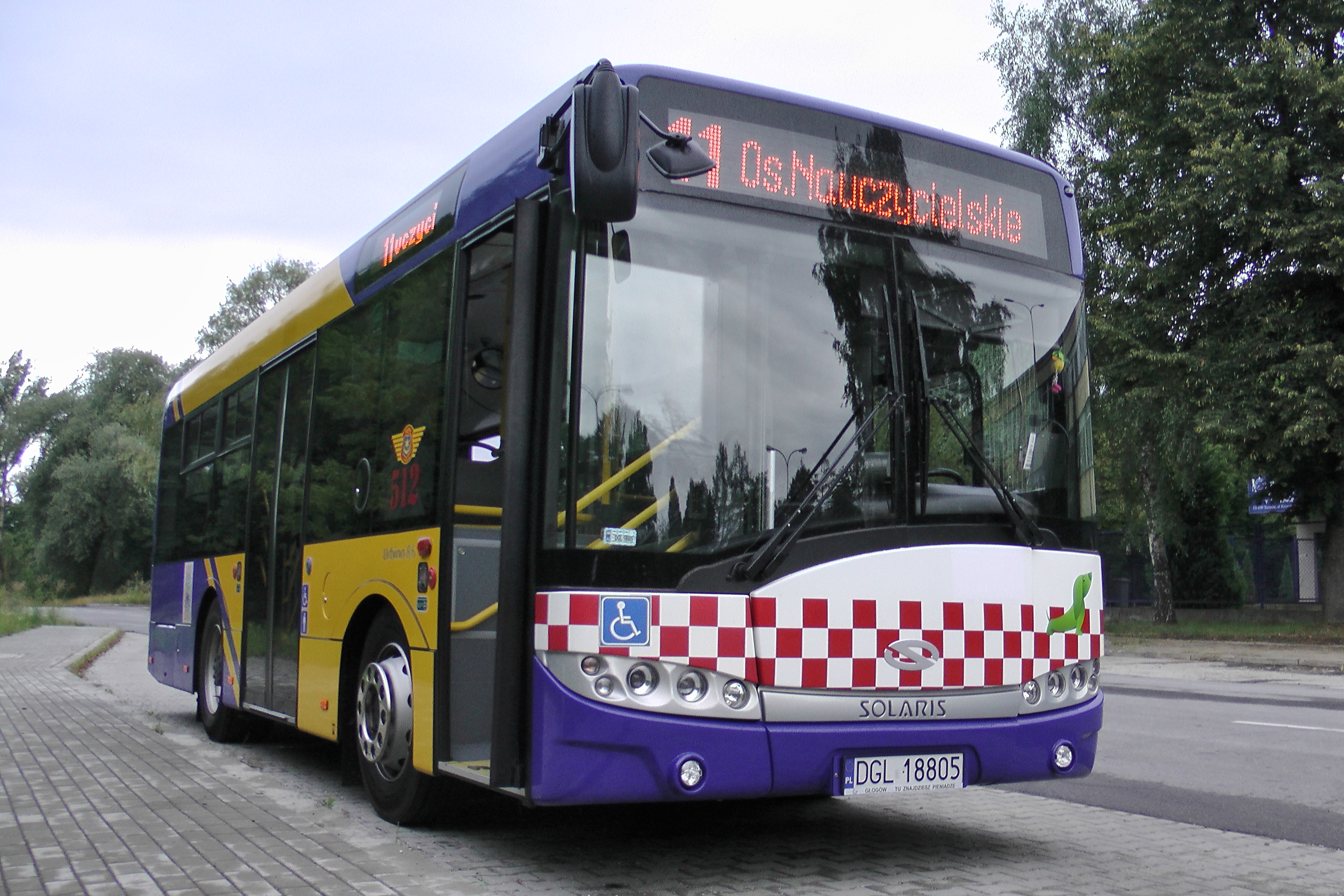
Podczas testów przed zakupem dla Tarnowa

Dzięki swoim cechom konstrukcyjnym, Solarisy Alpino są wykorzystywane głównie na trasach przebiegających centra miast lub ich obrzeża, gdzie występują niewielkie potoki pasażerskie oraz często również wąskie, kręte ulice. Koszt zakupu jednego Solarisa Alpino był na poziomie 700–900 tys. złotych netto. 
Pierwszymi odbiorcami autobusów Solaris Alpino byli w 2007 r. w Polsce przedsiębiorstwo Necko obsługujące komunikację miejską w Augustowie oraz w Niemczech VBR Verkehrsbetriebe und Servicegesellschaft GmbH obsługujące połączenia na terenie aglomeracji monachijskiej. W lipcu 2008 r. Solaris podpisał umowę z przedsiębiorstwem E.THE.L wykonującym połączenia miejskie na terenie Aten na dostawę 320 autobusów miejskich, w tym 100 szt. Urbino 18 i 220 szt. Alpino. Kontrakt ten był największym zrealizowanym w historii polskiego producenta. Dostawy autobusów rozpoczęły się w 2009 r. i zakończyły rok później. Z kolei w Polsce najwięcej autobusów Solaris Alpino zakupili: MPK Poznań (26 szt. w 2011 r.) oraz Mobilis w ramach kontraktu na zlecenie ZTM Warszawa (23 szt. w 2009 r.). Ostatnie wyprodukowane Solarisy Alpino trafiły do MPK Tarnów w 2018 r. (5 szt.).